# Бодрикова, Наталия Геннадиевна
Наталия Геннадиевна Бодрикова (род. 4 марта 1968 года) — российский художник-керамист, член-корреспондент РАХ (2023).

## Биография
Родилась 4 марта 1968 года, живёт и работает в Москве.
В 1998 году — окончила кафедру художественной керамики Московского государственного художественно-промышленного университета имени С. Г. Строганова, где училась у М. Г. Прибыловой.
С 2001 года — член Московского Союза художников, с 2010 года — член Союза художников России.
С 2020 по 2022 годы — старший преподаватель и доцент Кафедры дизайна и декоративно-прикладного искусства Московского государственного института культуры.
В 2023 году — избрана членом-корреспондентом Российской академии художеств от Отделения дизайна.

## Творческая и общественная деятельность
Основные произведения: декоративные композиции — «Ягодка» (2012, ручная лепка, шамот, глазури, 100*100*80), «Хоровод» (2021—2022, ручная лепка, шамот, глазури,150*60*120), «Мороженые яблоки» (2023, фаянс, глазури, 150*150); декоративное панно «Бабушкино пальто» (2021, ручная лепка, шамот, глазури, оксид меди, редукция, 90*90); скульптуры — «На балконе» (2017, ручная лепка, шамот, глазури, 60*35*70), «Воспоминание о лете» (2023, ручная лепка, шамот, глазури, 40*20*60), «Стратим — птица» (2023, ручная лепка, шамот, глазури, 60*30*80), «Вечер» (2024, ручная лепка, шамот, глазури, 40*20*60), «Утро» (2024, ручная лепка, шамот, глазури, 50*40*60).
Произведения представлены в собрании Вятского художественного музея имени В. М. и А. М. Васнецовых (Киров), Донецкого республиканского областного художественного музея, Брянского областного художественного музейно-выставочного центра, Вышневолоцкого краеведческого музея имени Г. Г. Монаховой, Мемориального комплекса славы имени А. А. Кадырова (Грозный).
Участник выставок с 1993 года, в том числе «Диалог формы и цвета» в зале МОСХа (совместно с О. Тихоновой. Москва, 2019), «Мороженые яблоки» в Национальной галерее Республики Коми (совместно с В. В. Архиповым. Сыктывкар, 2023), «Грани Победы» в залах Союза художников России (Москва, 2024).
Персональные выставки: «Женский взгляд» во внутреннем дворике Российской академии художеств (Москва, 2018); «Женщина в искусстве» в галерее «Печатники» (Москва, 2018); «Форма творчества» в Брянском областном художественном музейно-выставочном центре (2021), в Музейном комплексе «Конный двор» Сергиево-Посадского государственного историко-художественного музея-заповедника (2022) и в галерее «Печатники» (Москва, 2023).
Куратор выставок «Цветы плоды и звери» в галерее «Выхино» (Москва, 2016), «Во саду ли в огороде…» в галерее «Печатники» (Москва, 2017), «Предчувствие весны» в Вышневолоцком краеведческом музее имени Г. Г. Монаховой (2020), «Весна священная» в Московском доме художника (2024), «НовоМетр» в "Государственном музее художественной культуры Новгородской земли (Великий Новгород, 2024).
Эксперт образовательной программы «Молодые художники, скульпторы, искусствоведы» на молодёжном образовательном форуме «Таврида» (2016—2017), эксперт и соавтор социального проекта «Глина без границ» на XIX Всемирном фестивале молодежи и студентов в г. Сочи (2017), эксперт керамического симпозиума Союза художников России «Художники — детям» в г. Артек (2017); соавтор Арт-терапевтической программы «Радуга жизни» для благотворительной программы «Женское здоровье» (2024).
Участник керамических симпозиумов «Под знаком огня» в Доме творчества «Академическая дача имени И. Е. Репина» (Тверская обл., 2018, 2019, 2024); в Доме творчества в Тарусе (2022, 2023).
С 2014 года — член Правления Московского Союза художников, член декоративной комиссии Союза художников России.

## Награды
- Диплом «За успехи в творчестве и содействие развитию изобразительного искусства России» СХР (2015)
- Нагрудный знак «За развитие культуры» Министра культуры Чеченской Республики (2016)
- Медаль «За заслуги в развитии изобразительного искусства» МСХ (2016)
- памятная медаль XIX всемирного фестиваля молодежи и студентов 2017 года в г. Сочи (2017)
- Медаль «За развитие традиций» СХР (2019)
- Лауреат конкурса «Моя Победа» ФГБУ Культуры «Центральный музей Великой Отечественной войны 1941-1945 гг.» (2020)
- Благодарность Министра культуры Российской Федерации (2020)
- Благодарность Департамента культуры Брянской области (2021)
- Благодарность Губернатора Брянской области (2022)
- Благодарность Министерства культуры Луганской Народной Республики (2023)

Награды РАХ
- Диплом РАХ (2013)
- Серебряная медаль РАХ (2019)